# GVB 260
Die Serie GVB 260 ist eine von Lohner und Simmering-Graz-Pauker gebaute Straßenbahntype für die Straßenbahn Graz. Es handelt sich hierbei um zweiteilige Gelenktriebwagen, die ab den 1960er Jahren im Grazer Straßenbahnnetz unterwegs waren und um 2013 ausgemustert wurden. Die Fahrzeuge sind ein Lizenzbau von DÜWAG-Gelenkwagen.

## Geschichte
Anfang der 1960er Jahre stellten die Straßenbahnwagen der Reihe 200 das Rückgrat der Straßenbahn Graz dar. Da diese Garnituren, bestehend aus Triebwagen und Beiwagen, längst nicht mehr zeitgemäß waren, wurde beschlossen, bei Lohner und SGP neue Straßenbahnwagen in Auftrag zu geben.
Ab 1963 wurden insgesamt 23 Triebwagen ausgeliefert, davon stammen die Wagen mit den Nummern 261–265 von Lohner aus Wien und die Wagen mit den Nummern 266–273 von Simmering-Graz-Pauker. Am 29. März 1963 wurden die ersten vier Fahrzeuge präsentiert. Von 1965 bis 1966 wurden weitere zehn Triebwagen von Simmering-Graz-Pauker ausgeliefert.
Im Jahr 1998/1999 wurde Triebwagen 262 zum Arbeitswagen bzw. Schienenschleifwagen umgebaut. Im Juli 2013 fing das Fahrzeug am Gelände der Remise Steyrergasse Feuer, die Schäden des Brandes waren zu hoch, weshalb das Fahrzeug nicht mehr eingesetzt werden konnte und verschrottet werden musste.
Mit Inbetriebnahme der ersten Cityrunner wurde angefangen, die Straßenbahnen der Serie 260 schrittweise auszumustern. Am 5. Juli 2013, kurz nach 19 Uhr, beendete der letzte Plankurs mit einem Fahrzeug der Reihe 260 mit Triebwagen 279 die Ära dieser Straßenbahnfahrzeuge auf der Linie 4.
Am 5. Juli 2015 wurde der Triebwagen mit der Nummer 267 im Rahmen einer großen Feier an das Tramway Museum Graz übergeben. Bis heute ist der Oldtimer oft als Sonderfahrt für Feierlichkeiten unterwegs.

## Technik
Die Triebwagen der Serie 260 sind insgesamt ca. 19 m lang und wiegen leer ca. 24 t. Die Höchstgeschwindigkeit beträgt 60 km/h. Eine Garnitur, die aus zwei Wagenkästen bestand, bot 40 Sitzplätze sowie 75 Stehplätze. Aufgrund der Tatzlagermotoren hatten die Fahrzeuge einen einzigartigen Fahrsound. Diese Motoren waren zu je 2 Stück in Drehgestell 1 und 3 untergebracht und jeder leistete 55 kW. Das mittlere Drehgestell war – wie bei allen DUEWAG-Gelenkwagen – ein Laufdrehgestell.

## Besondere Garnituren
Da es viele Garnituren dieser Reihe gab, gab es auch einige besondere Garnituren.

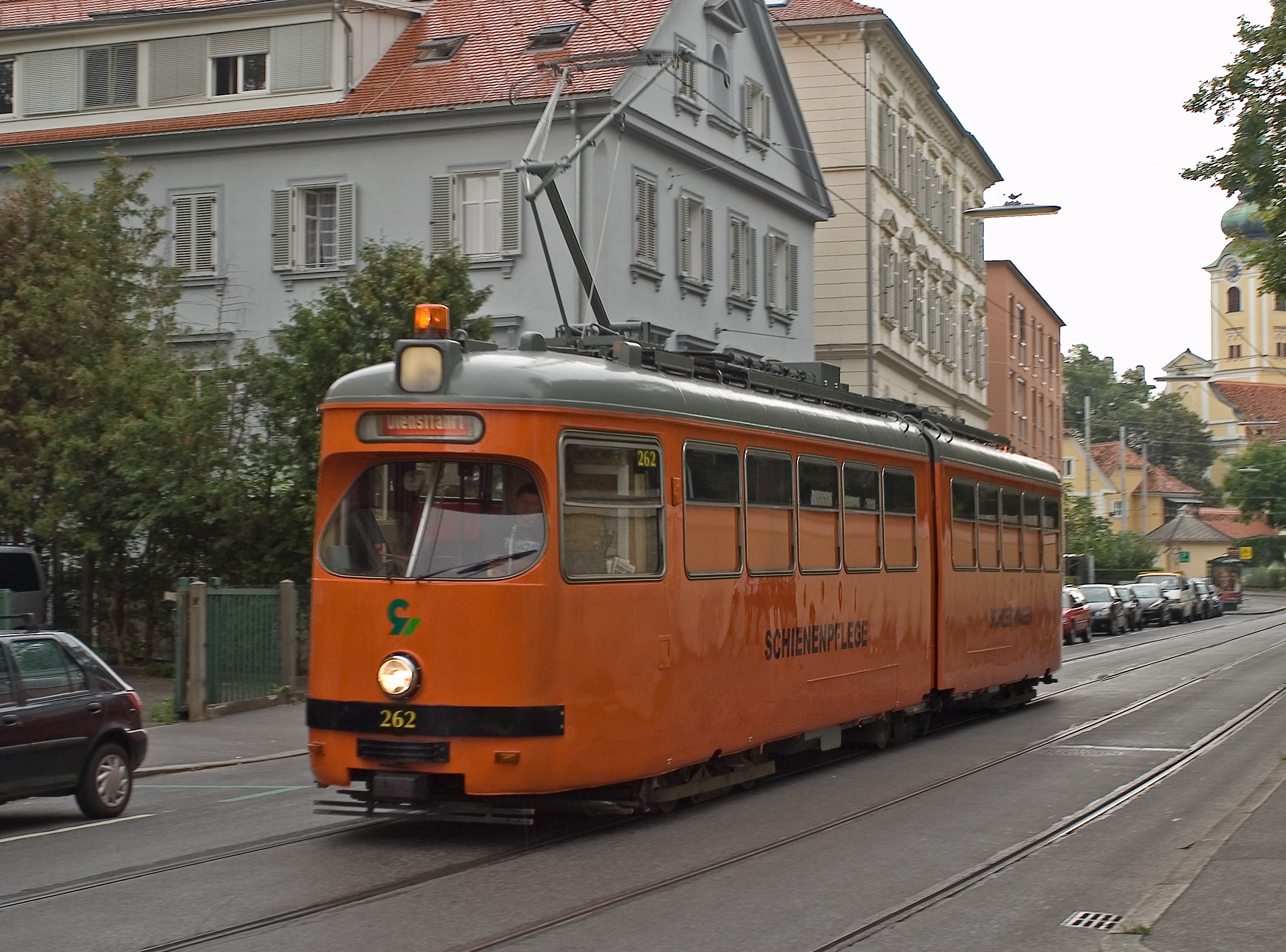
Der zum Schleifwagen umgebaute TW 262.

TW 262: Triebwagen 262 wurde 1998/1999 zu einem Arbeitswagen umgebaut. Mit einem Schleifstein wurden die Schienen mit diesem Triebwagen geschliffen, bis im Juli 2013 das Fahrzeug am Remisengelände in der Steyrergasse durch eine Batterie Feuer fing. Im Herbst 2018 wurde die Garnitur verschrottet.
TW 263: Im Jahr 2006 wurde Triebwagen 263 legal von Graffiti-Künstlern bemalt.
TW 273: Im Jahr 1994 wurde Triebwagen 273 zu einem Dreiteiler verlängert. Das Mittelteil eines verunfallten Gelenktriebwagens wurde zwischen die beiden Wagenteile von TW 273 eingefügt, woraus die Straßenbahnreihe 580 entstand.

## Verbleib

### Graz
Der einzige verbliebene Straßenbahnwagen in Graz der Reihe 260 ist Triebwagen 267. Dieser wurde 2015 an das Tramway Museum Graz übergeben und wird heute zu Sonderfahrten eingesetzt. In der Vorweihnachtszeit ist er außerdem mit Lichterketten geschmückt als „Adventbim“ durch die Grazer Innenstadt unterwegs.

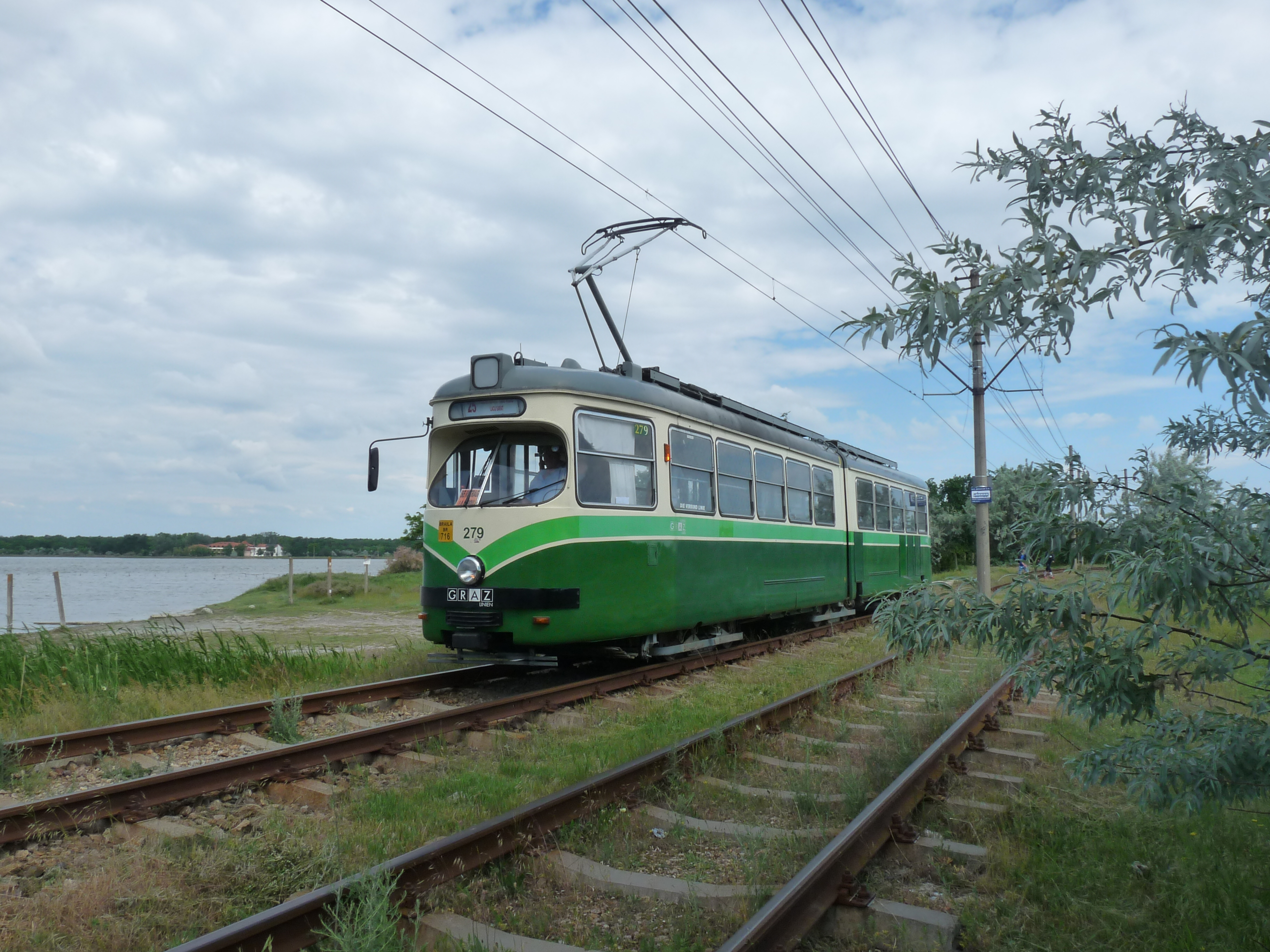
Triebwagen 279 in Brăila.

### Brăila
Im Jahr 2016 wurden einige abgestellte Straßenbahnfahrzeuge der Reihe 260 und 580 nach Brăila verkauft. Am Abend des 17. Mai 2016 wurden TW 263 und TW 268 nach einem kurzen Zwischenhalt bei der Firma Felbermayr in die Stadt in Rumänien transportiert. Es folgten noch weitere Triebwagen, 265, 271, 278, 279, sowie 582, 583 und 584. Die Garnituren verrichten in den darauffolgenden Jahren ihren Dienst bei der Straßenbahn Brăila. Stand August 2021 ist nur noch ein Triebwagen der Serie 260 im Einsatz, nämlich TW 268 mit den Triebwagen 582 und 583.

## Galerie

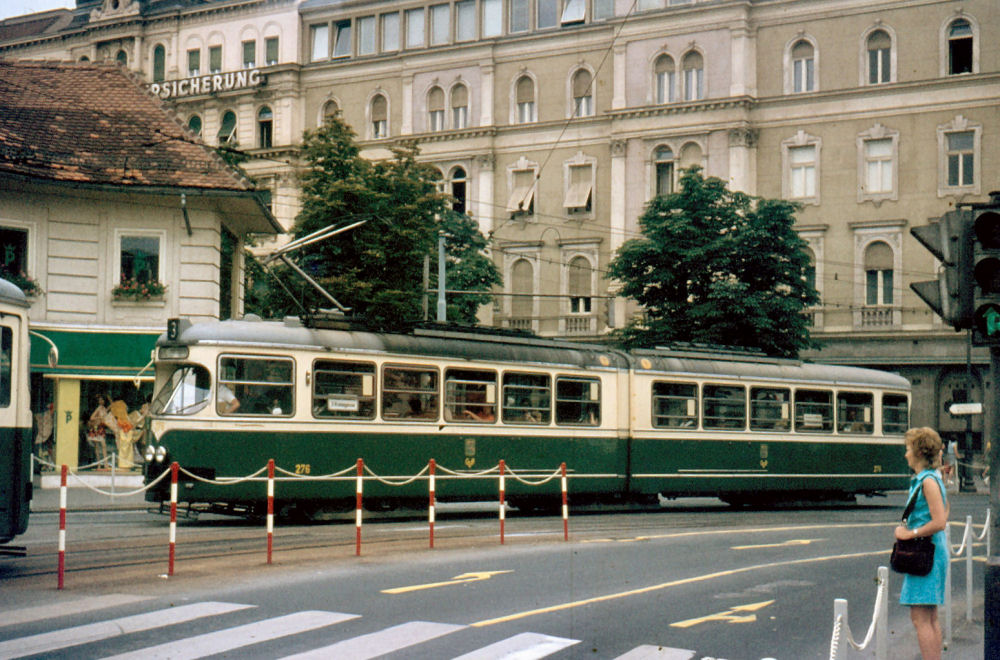
Triebwagen 276 mit der ersten Lackvariante mit „Spitze“ an der Front,
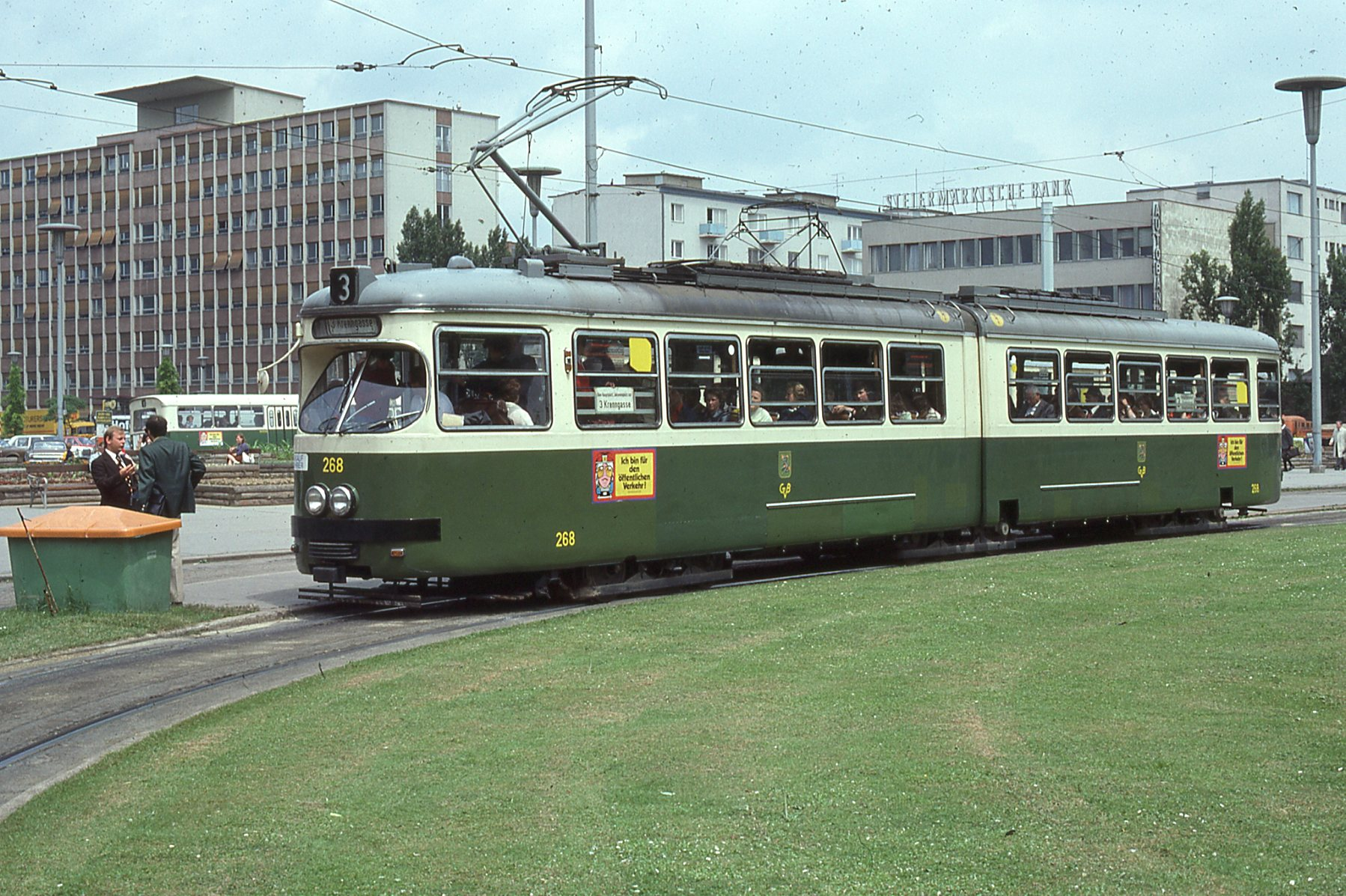
Triebwagen 268 mit der zweiten Lackvariante als Linie 3 beim Hauptbahnhof.
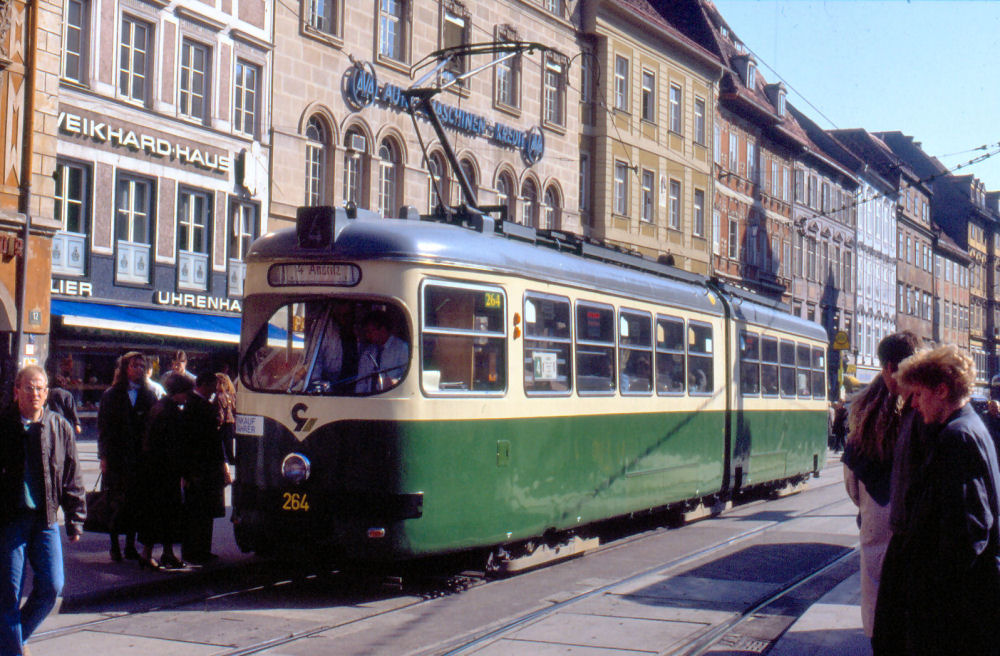
TW 284 mit Übergangslackierung.
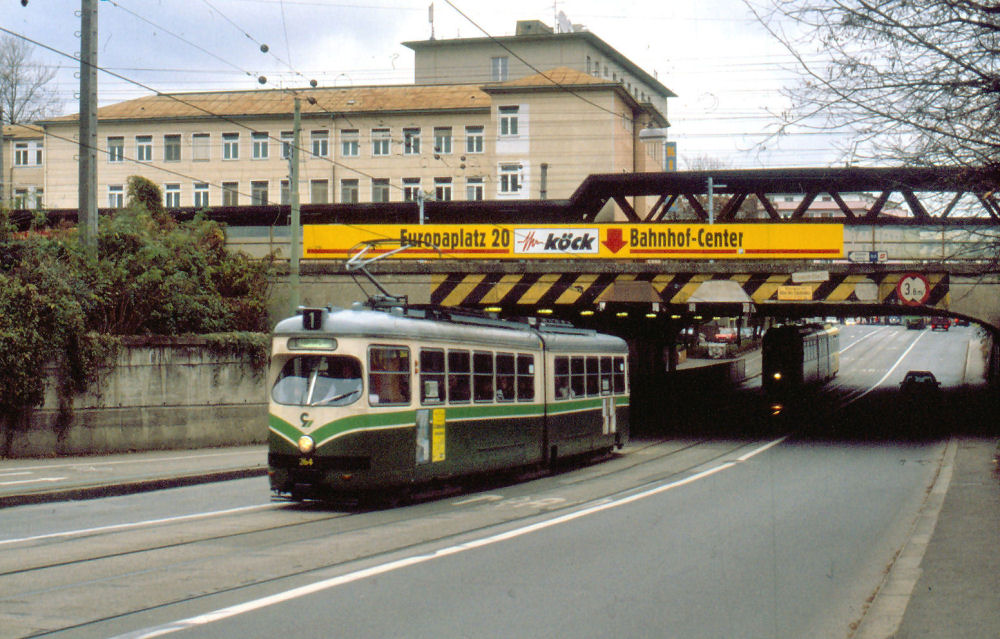
TW 264 mit der finalen GVB-Lackierung (1999).
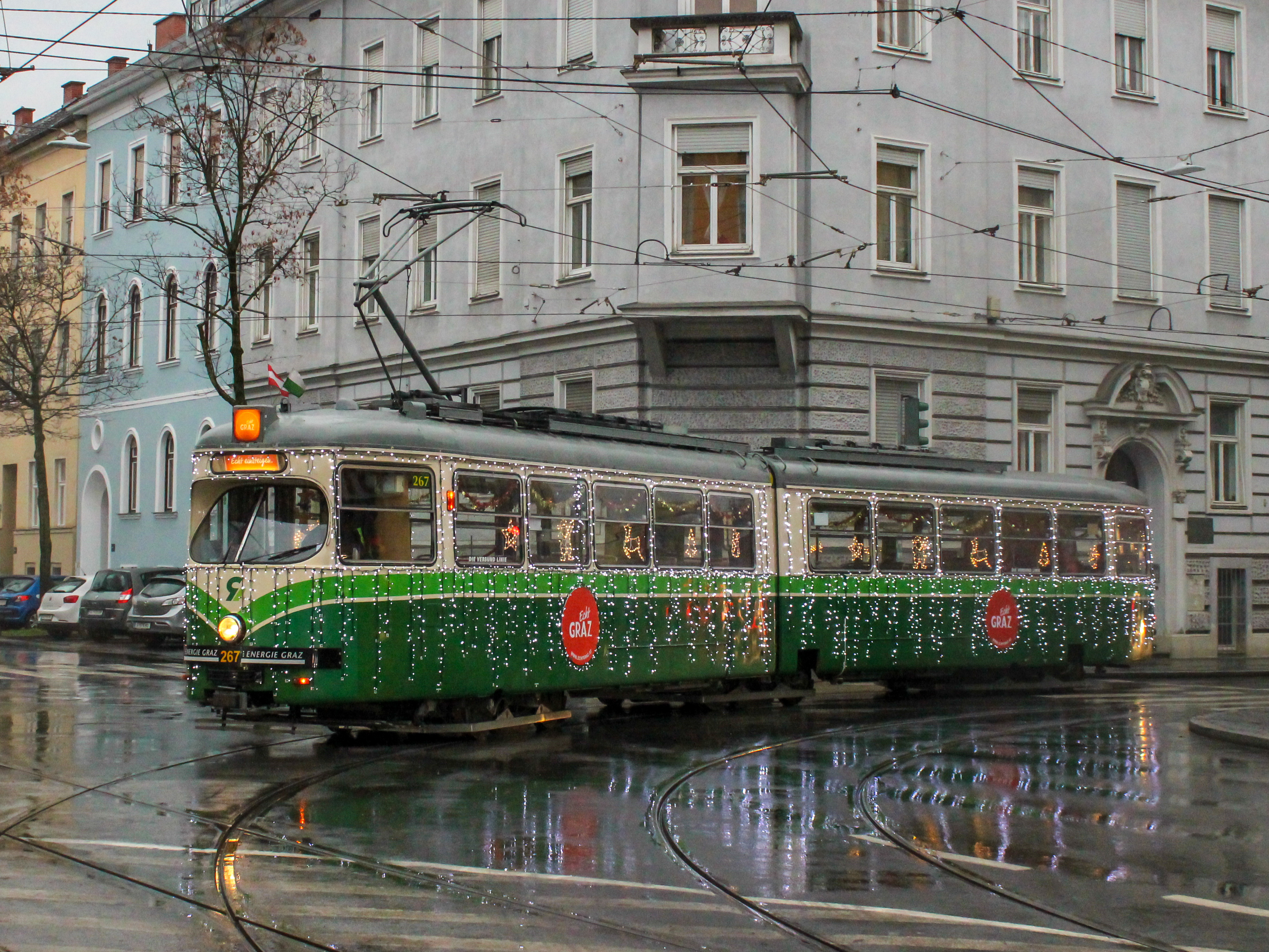
Triebwagen 267 als Adventbim in der Steyrergasse.
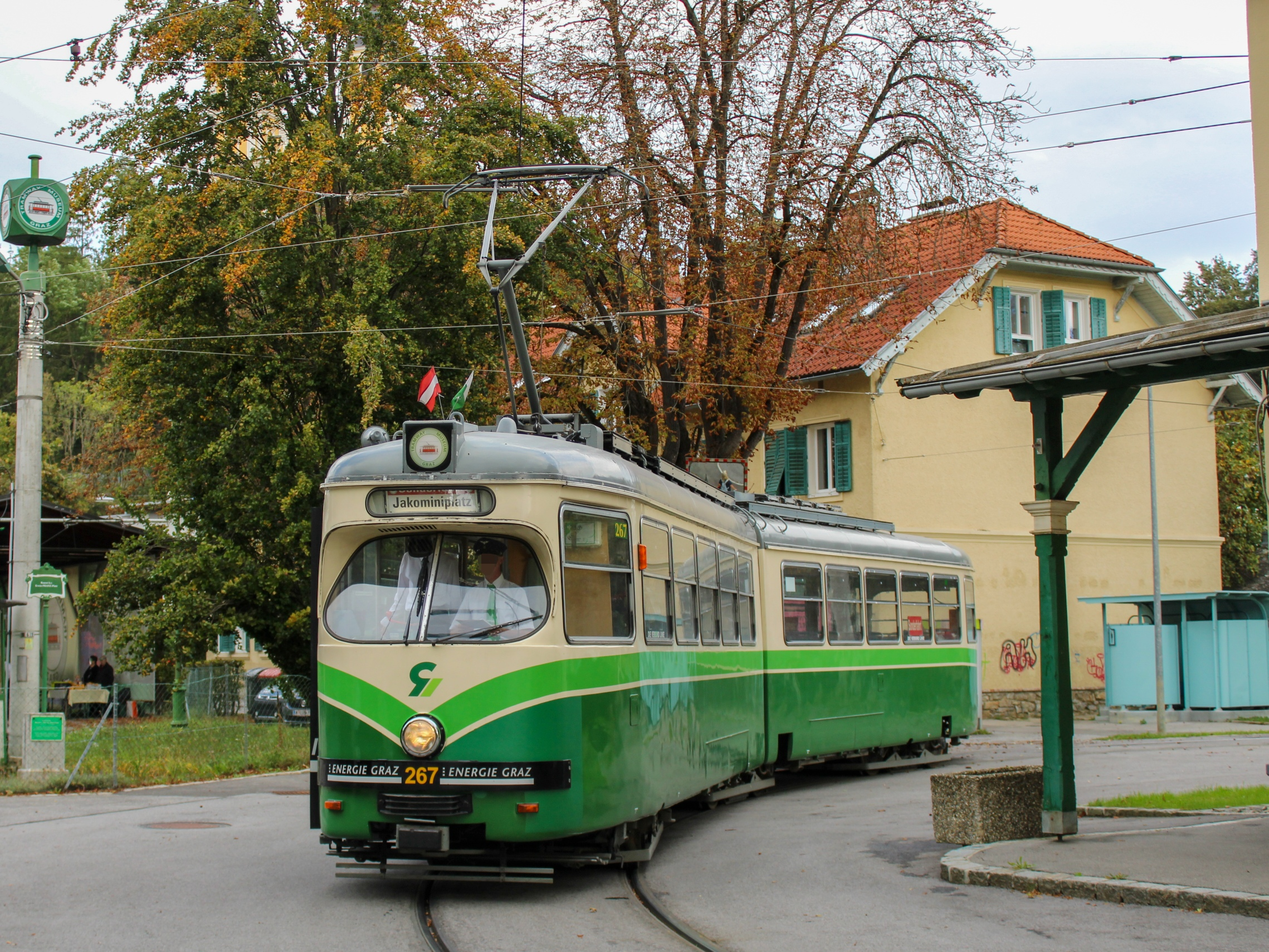
Triebwagen 267 als Sonderfahrt im Namen des Tramway Museum Graz in Mariatrost.
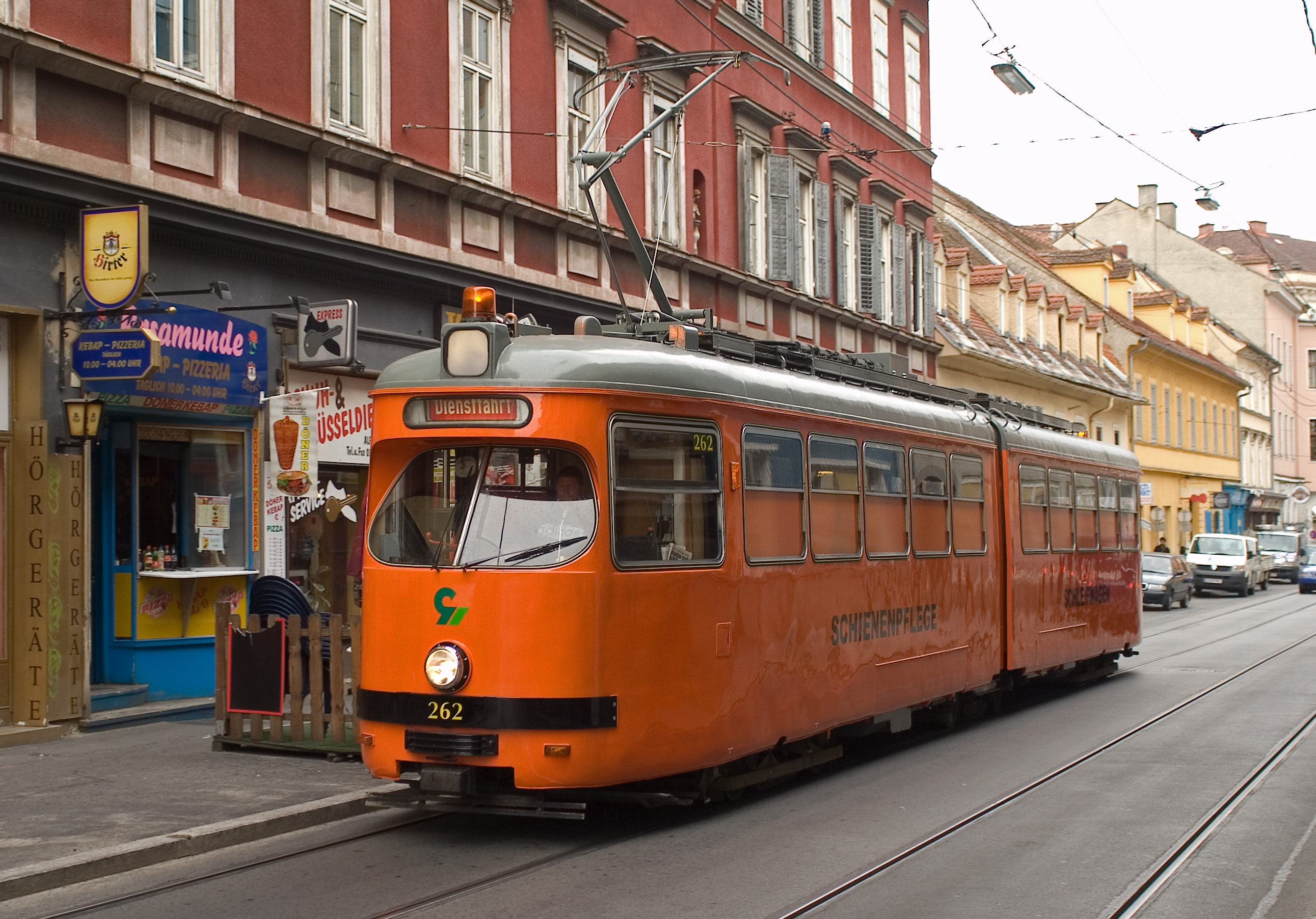
Triebwagen 262 (Schienenschleifwagen) in der Leonhardstraße.
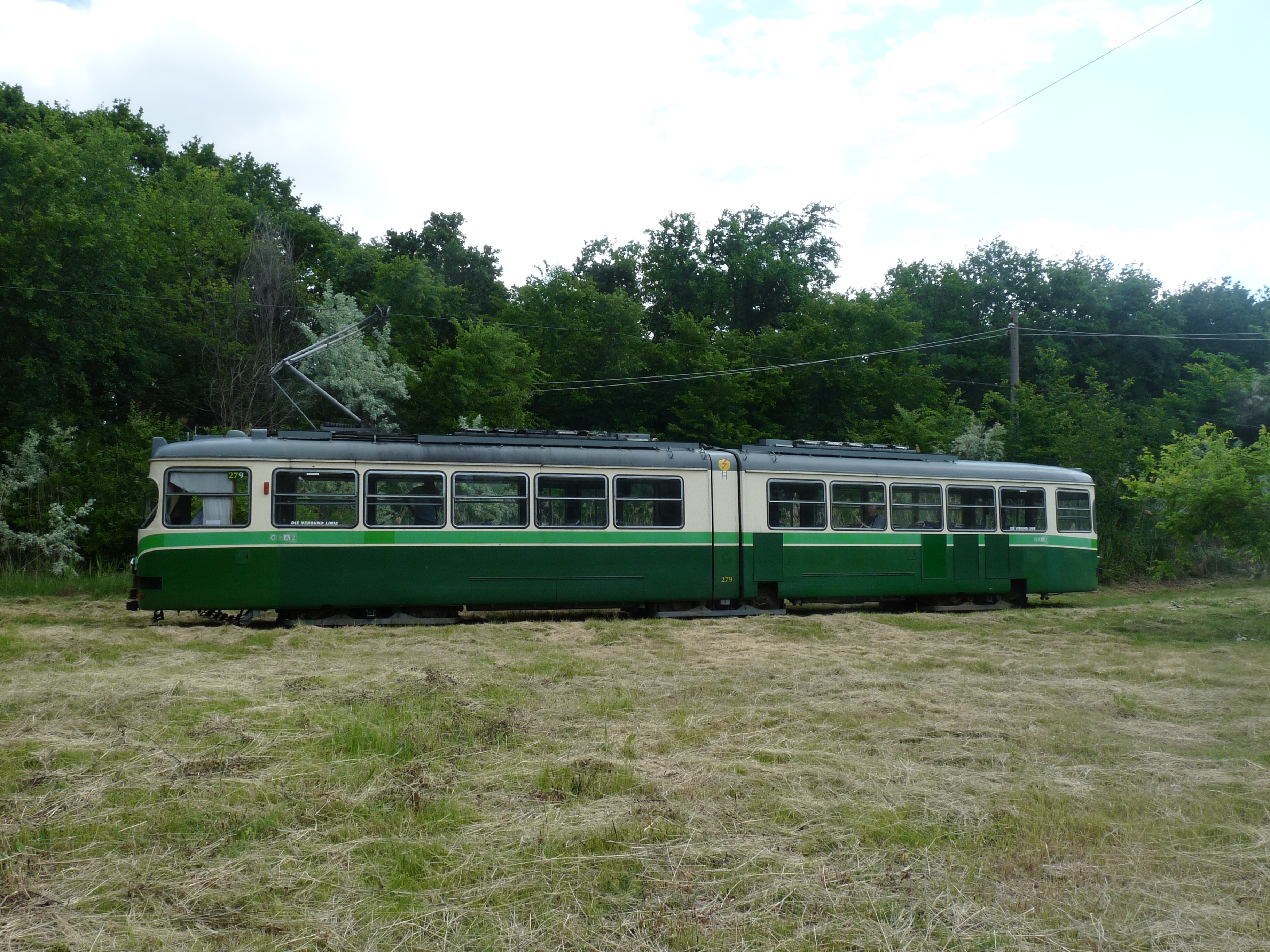
Triebwagen 279 im Dienst in Brăila.
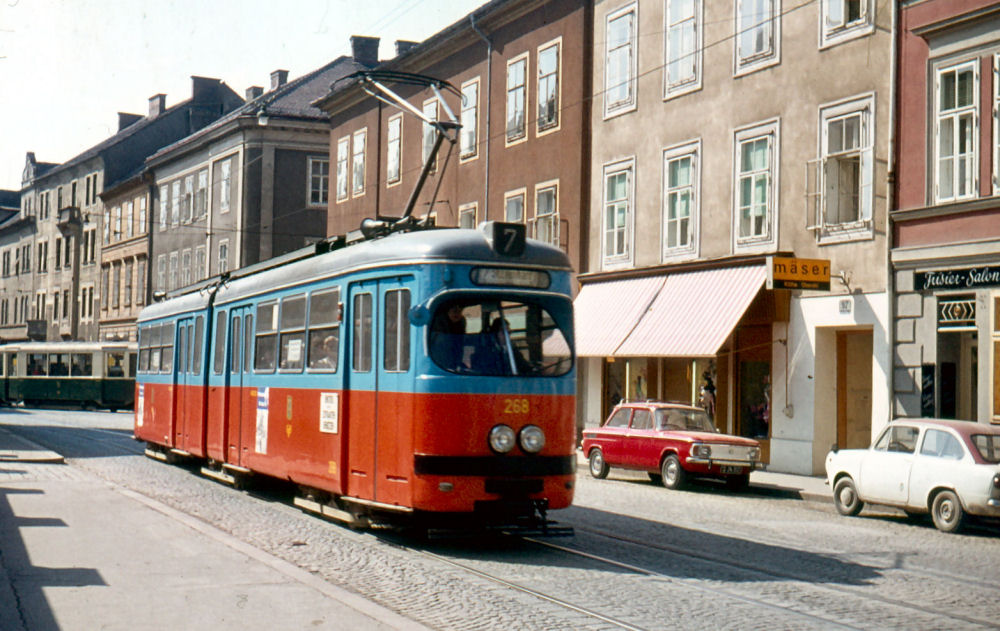
Versuchslackierung in blau-orange aus dem Jahr 1971
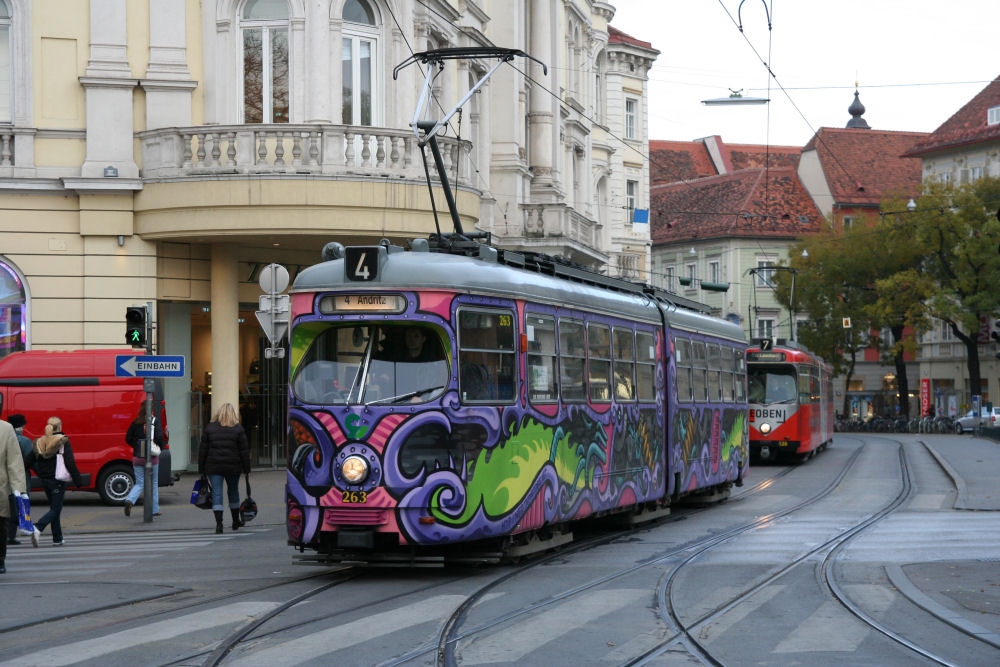
Triebwagen 263 mit dem Graffiti-Design.
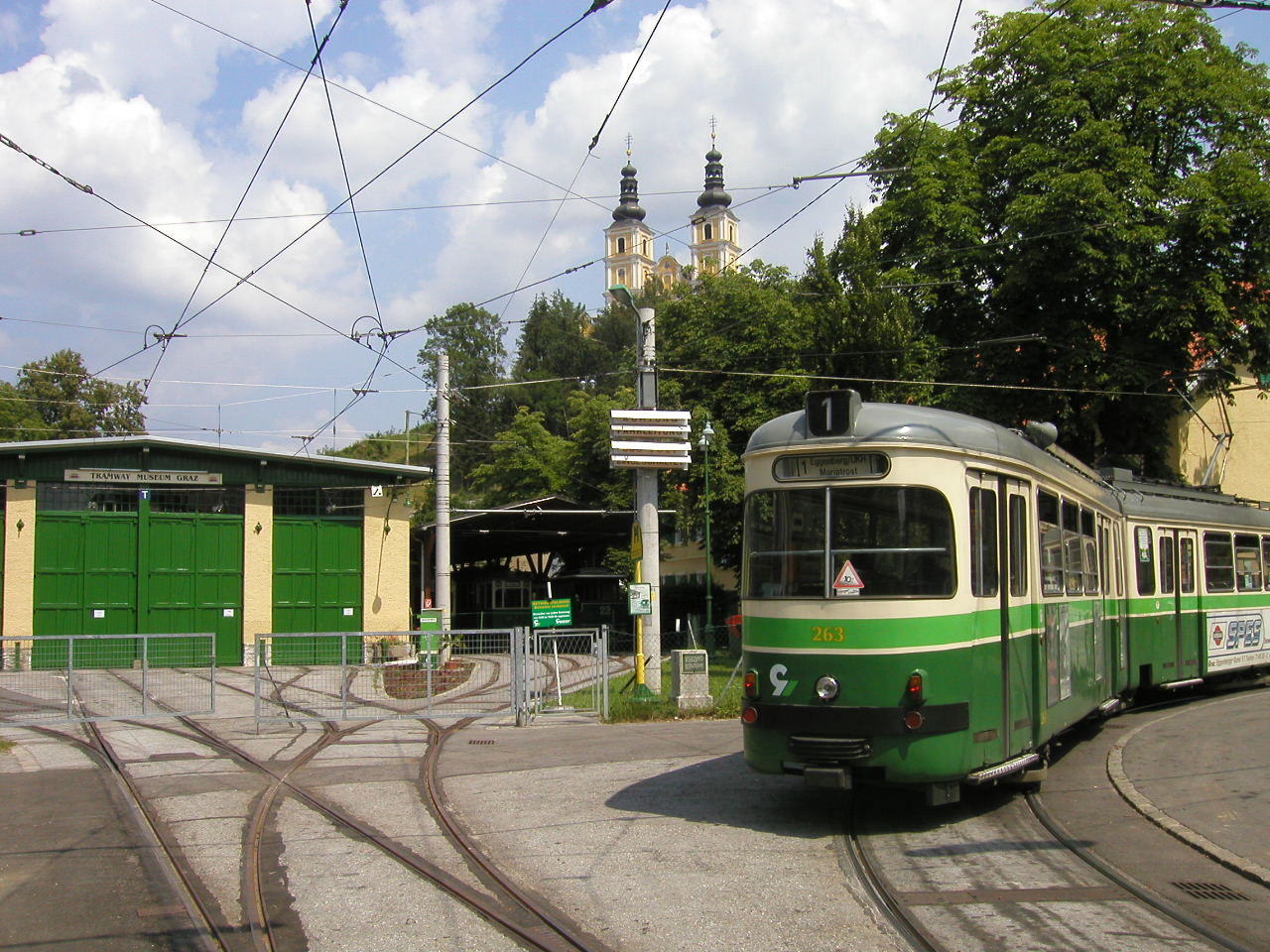
Heckansicht